# Туркан (ТВ серија)
Туркан (тур. Türkan) турска је телевизијска серија, снимана 2010. и 2011.
У Србији је 2011. и 2012. приказивана на телевизији Пинк.